# Andrew Parsons
Andrew Parsons (Rio de Janeiro, 10 de fevereiro de 1977) é um jornalista e dirigente desportivo brasileiro. Descendente de escoceses, é o atual presidente do Comitê Paralímpico Internacional.
Segundo ele, causa surpresa em alguns observadores o fato de que ele próprio não tenha deficiência.
É formado em Comunicação Social pela Universidade Federal Fluminense (UFF). Foi assessor de imprensa do Comitê Paralímpico Brasileiro (CPB), instituição de que foi Secretário-Geral, entre 2001 e 2009. Em 2009 foi eleito Presidente do CPB, reeleito em 2011. 
Em sua gestão à frente do CPB, liderou a delegação brasileira em dois Jogos Paralímpicos. Em Londres 2012, o Brasil terminou na sétima colocação, melhorando o desempenho em relação a edição anterior dos jogos, realizados em Pequim 2008. Já nas Paralimpíadas do Rio 2016, o Brasil conquistou o seu melhor desempenho em números de pódios em todo a história da competição: ao todo foram 72 medalhas, 14 de ouro, 29 de prata e bronze. 
Presidiu o Comitê Paralímpico das Américas (2005-2009) e foi Vice-Presidente do IPC durante os anos 2013 e 2017.
Em setembro de 2017 foi eleito, em primeiro turno, presidente do Comitê Paralímpico Internacional (IPC), durante a Assembleia Geral do Comitê realizada em Abu Dhabi. Parsons substitui o britânico Philip Craven, que presidia a entidade desde 2001. 
Em dezembro de 2021, ele foi confirmado sem oposição para outro mandato de quatro anos.